# Лабораторная жизнь
Лабораторная жизнь: построение научных фактов — книга социологов науки Бруно Латура и Стива Вулгара, изданная в 1979 году.
Эта влиятельная книга в области науковедения представляет собой антропологическое исследование научной лаборатории Роже Гиймена в Институте Солка. Здесь производится ряд наблюдений над тем, как ведется научная работа, включая описание сложной взаимосвязи между рутинной лабораторной практикой, выполняемой учеными, публикацией статей, научным престижем, финансированием исследований и другими элементами лабораторной жизни.
Книга считается одной из самых влиятельных работ в рамках традиции лабораторных исследований в области науки и технологий. Она основана на этнометодологическом подходе, но не полностью опирается на него. В свою очередь, исследование послужило источником вдохновения для Акторно-сетевой теории (или ANT); многие из основных концепций ANT (такие как транскрипция, запись, перевод и развертывание сетей) присутствуют в Laboratory Life.

## Введение и методология
Латур и Вулгар утверждают, что их работа «касается того, каким образом повседневная деятельность работающих ученых приводит к построению научных фактов» (40). Таким образом, лабораторная жизнь противостоит изучению спорных моментов, когда так называемая «нормальная» деятельность науки нарушалась внешними силами. Напротив, Латур и Вулгар описывают, как научные факты производятся в лаборатории in situ, как это происходит.

## Антрополог посещает лабораторию
Первоначальная методология «Лабораторной жизни» включает в себя «антропологическую странность» (40), в которой лаборатория является племенем, чуждым исследователю. Изучение лаборатории начинается с полувымышленного рассказа о невежественном наблюдателе, который ничего не знает о лабораториях или ученых. В этом рассказе Латур и Вулгар «выводят за скобки» (44) свои прежние знания о научной практике и иронически задают кажущиеся бессмысленными вопросы о наблюдаемой практике в лаборатории, например: «Являются ли жаркие дебаты перед доской частью какого-то азартного состязания?» Задавая эти вопросы и отвечая на них, понимание наблюдателем лабораторной практики постепенно улучшается, что приводит к сосредоточению внимания на значении письменных документов.
Наблюдатель вскоре понимает, что все ученые и лаборанты пишут в той или иной манере, и что лишь немногие действия в лаборатории не связаны с любого рода транскрипцией или записью. Внешний наблюдатель описывает лабораторию как «странное племя» «компульсивных и маниакальных писателей… которые проводят большую часть своего дня за кодированием, маркировкой, изменением, исправлением, чтением и письмом» (48–9). Крупное и дорогое лабораторное оборудование (такое как биотесты или масс-спектрометры) интерпретируется как «устройство [устройства] для записи», единственной целью которого является «преобразование материального вещества в фигуру или диаграмму» (51). Таким образом, наблюдатель работает над организацией и систематизацией лаборатории так, чтобы она «начала принимать вид системы литературной записи» (52).
Придя к выводу, что «производство статей» для публикации в научном журнале является основным направлением деятельности лаборатории, наблюдатель затем стремится «рассматривать статьи как объекты во многом таким же образом, как и промышленные товары» (71). Это включает в себя вопросы о том, как производится бумага, каковы ее составные элементы (или сырье) и почему эта бумага так важна. Во-первых, авторы признают, что в статьях «некоторые утверждения выглядят более похожими на факты, чем другие» (76). Из этого наблюдения выстраивается пяти-элементный континуум фактичности, который простирается от утверждений типа 5, которые считаются само собой разумеющимися, до утверждений типа 1, которые являются безоговорочными спекуляциями с различными промежуточными уровнями между ними. Сделанный вывод заключается в том, что утверждения в лаборатории обычно путешествуют вверх и вниз по этому континууму, и основная цель лаборатории состоит в том, чтобы брать утверждения одного уровня фактичности и преобразовывать их в другой уровень.
Однако Латур и Вулгар признают, что у этого полу-вымышленного рассказа о невежественном наблюдателе, стремящемся систематизировать инопланетную лабораторию, есть несколько проблем. В то время как подробные описания деятельности в лаборатории, данные наблюдателем, воспринимаются как точные, наблюдатель не установил, что интерпретация этих данных с точки зрения литературных надписей является исчерпывающей или единственным способом анализа лабораторной жизни. По словам авторов, версия наблюдателя не «застрахована от любой возможности будущей квалификации» (88).

## Конструирование факта: случай TRF(H)
Следующая глава нацелена на то, чтобы дать точное описание того, как этот процесс работает в отношении единственного научного факта: пептида TRF (H). Этот исторический отчет, который, как признают Латур и Вулгар, является, как и все истории, «неизбежно литературным вымыслом» (107), имеет явную цель уточнить первоначальный отчет, данный наблюдателем. С этой целью в главе основное внимание уделяется конкретному способу построения TRF(H) как факта, описывая, как один ученый, Гийемин, «переопределил специализацию TRF исключительно с точки зрения определения структуры вещества» ( 119). Поскольку секвенирование TRF(H) требовало гораздо более сложного оборудования и методов, чем просто определение его физиологических эффектов, Гийемин поднял стоимость входа в эту область и на три четверти сократил своих потенциальных конкурентов.
Затем авторы утверждают, что факт относительно структуры TRF(H) прогрессировал за счет уменьшения числа «логически возможных альтернатив» (146). Однако Латур и Вулгар критикуют объяснение, согласно которому «логика» или «дедукция» являются удовлетворительным и полным объяснением специфического способа построения научного факта. Вместо этого, как показывает их историческое описание TRF(H), «список возможных альтернатив, с помощью которых мы можем оценить логику вывода, определяется социологически (а не логически)» (136). В частности, материальные, технические и человеческие ресурсы лаборатории влияли на то, какие виды проблем и контрфактов можно было сконструировать и сформулировать, что привело Латура и Вулгара к более позднему выводу, что «набор утверждений, которые считаются слишком сложными для изменения, представляет собой то, что называется реальностью» (243).
В предыдущем разделе Латур и Вулгар использовали полу-вымышленного наблюдателя, чтобы описать лабораторию как литературную систему, в которой простые утверждения превращаются в факты, и наоборот. Наиболее надежными и установленными фактами были те заявления, которые можно было отделить от случайных обстоятельств. Затем авторы стремятся исследовать, как этот процесс работает в очень малом и определенном масштабе, рассматривая, как процесс протекал по отношению к молекуле TRF(H), молекулярная структура которой прошла различные этапы фактичности как в лаборатории, изучаемой Латуром, так и за ее пределами. В этом разделе Латур и Вулгар стремятся «указать точное время и место в процессе построения факта, когда утверждение трансформируется в факт и, следовательно, освобождается от обстоятельств его производства» (105).
Вместо того, чтобы пытаться построить «точную хронологию» того, что «действительно произошло» в полевых условиях, они стремятся продемонстрировать, как «неопровержимый факт может быть социологически деконструирован » (107), показывая, как он возник в том, что они называют сетью. Сеть — это «набор позиций, в которых объект, такой как TRF, имеет значение» (107), и они признают, что TRF имеет значение только в определенных сетях. Например, за пределами сети эндокринологии после 1960-х TRF представляет собой «непримечательный белый порошок» (108), что приводит к утверждению, что «точно установленный факт теряет свое значение, если его оторвать от контекста» (110). Латур и Вулгар подчеркивают, что «говорить, что TRF сконструирована, не значит отрицать ее твердость как факт. Скорее, чтобы подчеркнуть, как, где и почему он был создан» (127).

## Микрообработка фактов
В этой главе мы возвращаемся от грандиозных исторических описаний к деталям лабораторной жизни. Анализ разговоров и дискуссий между учеными в лаборатории показывает, что более широкое представление о науке как о споре противоположных идей влияет на реальных ученых только через социальные механизмы. Вместо того, чтобы пытаться проводить свои исследования более тщательно, чтобы быть уверенными, что они получат правильный ответ, ученые, похоже, прилагают столько усилий, сколько, по их мнению, будет необходимо, чтобы опровергнуть контраргументы своих недоброжелателей и получить признание, которого они желают для своей работы.
Он также отмечает, что истории, которые ученые рассказывают об истории своей области, часто опускают социальные и институциональные факторы в пользу нарративов о «моменте открытия». Например, один ученый рассказывает такую историю:
Словик предложил пробу, но проба его не везде работала; люди не могли повторить это; некоторые смогли, некоторые не смогли. Затем однажды Словику пришла в голову мысль, что это может быть связано с содержанием селена в воде: они проверили, где анализ работает; и действительно, идея Словика была верна, она работала везде, где было высокое содержание селена в воде. (169)
Эта история контрастирует с другой историей, основанной на интервью с участниками: Калифорнийский университет требовал, чтобы аспиранты получали кредиты в области, совершенно не связанной с их собственной. Сара, одна из учениц Словика, выполнила это требование, изучая селен, так как он имел смутное отношение к ее специальности. У аспирантов была традиция проводить неформальные семинары, на которых они обсуждали эти не связанные между собой занятия. На одной из встреч Сара представила доклад о влиянии селена на рак и отметила, что кто-то в университетском городке предположил, что географическое распределение содержания селена в воде может коррелировать с географическим распределением заболеваемости раком. Словик был на встрече и подумал, что это может объяснить географические различия в его методах анализа. Он позвонил коллеге, чтобы рассказать ему об этой идее и попросить проверить селен в воде.
В одной истории просто говорится, что Словик «понял идею», а в другой отмечается, что институты (университет, собрания аспирантов) и другие люди (Сара, коллега) предоставили ключевые элементы вдохновения.
Глава завершается утверждением, что ученые не просто используют свои записывающие устройства для обнаружения уже существующих объектов. Вместо этого они проецируют новые сущности на основе анализа своих записей. Утверждения о том, что «удивительно, что они смогли это обнаружить», имеют смысл только тогда, когда игнорируется трудный процесс построения открытия на основе имеющихся надписей. Точно так же ошибочны доводы в пользу того, что открытие действительно, потому что оно хорошо работает за пределами лаборатории. Любые заявления о том, работает ли новое вещество, такое как TRF, действительны только в лабораторном контексте (или его расширении) — единственный способ узнать, что вещество на самом деле является TRF (и, следовательно, что TRF работает), — это лабораторный анализ. Однако авторы подчеркивают, что они не релятивисты — они просто считают, что следует исследовать социальные причины утверждений.

## Циклы заслуг
Ученые часто объясняют свой выбор области, ссылаясь на кривые интереса и развития, например, «химия пептидов [сейчас] сужается… но сейчас… это будущее, молекулярная биология, и я знал, что эта лаборатория будет двигаться вперед в эту новую область» (191). Желание заслуг кажется лишь второстепенным явлением; вместо этого движущим мотивом, похоже, является своего рода «капиталом доверия». В тематическом исследовании они показывают, как один ученый последовательно выбирает школу, научное поле, профессора для обучения, специальность для получения опыта и исследовательское учреждение для работы, максимизируя и реинвестируя это доверие (т.е. способность заниматься наукой), несмотря на то, что он не получил много наград и признания.
Четыре примера: (а) X угрожает уволить Рэя, если его анализ не пройден, (b) несколько ученых устремляются в поле с теориями после успешного эксперимента, а затем уходят, когда новые доказательства опровергают их теории, (c) Y поддерживает результаты исследования «важной шишки в своей области», когда другие задают им вопросы, чтобы получить приглашения на встречи от важной шишки, где Y может познакомиться с новыми людьми, (d) K отклоняет некоторые результаты L на том основании, что «хорошие люди» не будут верить им, пока уровень шума не уменьшится (в отличие от того, что К сам считает их ненадежными).
Доверие к ученому и их результаты во многом рассматриваются как идентичные. «Для работающего ученого самым важным вопросом является не «Погасил ли я свой долг в виде признания из-за хорошей работы, которую он написал?» но «достаточно ли он надежен, чтобы ему верили? Могу ли я доверять ему/его заявлению? Он собирается предоставить мне неопровержимые факты?» (202) Резюме — основной способ доказать эту достоверность, а карьерные траектории — история его использования. Техники и члены низшей лиги, напротив, не накапливают капитал, а вместо этого получают «зарплату» от членов высшей лиги.

## Издания
Английское
- 1979. Беверли-Хиллз: Sage Publications. ISBN 0-8039-0993-40-691-09418-7

Предисловие ко второму изданию (1986 г.) гласит:
«Наиболее существенным изменением в первом издании является добавление расширенного постскриптума, в котором мы изложили некоторые реакции на первую публикацию книги в свете развития социальных исследований науки с 1979 года. Постскриптум также объясняет отсутствие термина «социальный» в новом подзаголовке этого издания».
Так социальная конструкция становится просто конструкцией научных фактов. Это изменение указывает на переход от социального конструктивизма к Акторно-сетевой теории, которая оставляет больше места для несоциального или «естественного» (хотя и в ненатуралистическом/неэссенциалистском смысле).
Французское
- 1988 год. La Vie de Laboratoire : La Production des faits scientifiques, Париж: La Découverte. ISBN 2-7071-4848-2,OCLC 19298021 .